# Bolognai Szent Proculus
Szent Proculus (születési helye ismeretlen – meghalt Bolognában 304-ben) keresztény szent és mártír, aki Diocletianus császár keresztényüldözéseinek idején halt vértanúhalált. A legendák szerint római katona volt. A bolognaiak körében már a középkor óta nagy tiszteletnek örvend.

## Fordítás
- Ez a szócikk részben vagy egészben  a   Proculus of Bologna című angol Wikipédia-szócikk ezen változatának fordításán alapul.  Az eredeti cikk szerkesztőit annak laptörténete sorolja fel. Ez a jelzés csupán a megfogalmazás eredetét és a szerzői jogokat jelzi, nem szolgál a cikkben szereplő információk forrásmegjelöléseként.